# Roma Open II 2004
Il Roma Open II 2004, noto anche come Sir Supermercati Open, è stato un torneo di tennis facente parte della categoria ATP Challenger Series nell'ambito dell'ATP Challenger Series 2004. Il torneo si è giocato a Roma in Italia dal 4 al 9 ottobre 2004 sui campi in terra rossa del G2 Village.

## Vincitori

### Singolare
Victor Hănescu ha battuto in finale  Francesco Aldi con il punteggio di 7–6(4), 6–2

### Doppio
Werner Eschauer /  Florin Mergea hanno battuto in finale  Francesco Aldi /  Francesco Piccari 6(5)–7, 6–3, 6–0